# Ourapteryx thibetaria
Ourapteryx thibetaria là một loài bướm đêm trong họ Geometridae.